# Novopoltavka, Cernihivka
Novopoltavka (în ucraineană Новополтавка) este localitatea de reședință a comunei Novopoltavka din raionul Cernihivka, regiunea Zaporijjea, Ucraina.

## Demografie
Componența lingvistică a localității Novopoltavka
     Ucraineană (92,81%)
     Rusă (7,12%)
     Alte limbi (0,07%)
Conform recensământului din 2001, majoritatea populației localității Novopoltavka era vorbitoare de ucraineană (92,81%), existând în minoritate și vorbitori de rusă (7,12%).